# مکنده‌دهان سیاه
مکنده‌دهان سیاه (نام علمی: Chiloglanis niger) نام یک گونه از سرده مکنده‌دهان‌ها است.